# ジミー・ブリアン
ジミー・ブリアン（Jimmy Briand, 1985年8月2日 - ）は、フランス・ヴァル＝ド＝マルヌ県ヴィトリー＝シュル＝セーヌ出身のサッカー選手。ポジションはフォワード。

## 経歴
クレールフォンテーヌ国立研究所に1年間在籍後、2001年にスタッド・レンヌのユースチームに加入。2003年にはクープ・ガンバルデッラで優勝を果たす。
2002年には17歳にしてプロとしてピッチに立ち、パリ・サンジェルマンFC戦で25分間プレーした。デビューの年にはカリム・ベンゼマ、ディミトリ・ペイェらと共に新人賞候補に名を連ねた(当時オリンピック・マルセイユに所属していたサミル・ナスリが受賞)。飛躍のきっかけとなったのは2005-2006シーズンで、29試合に出場して3ゴールを挙げた。翌シーズンにはチームをUEFAカップ出場権を獲得できるリーグ4位にまで導いた。その後もコンスタントにゴールを決め続け、レンヌの主力として活躍した。2010-2011シーズンからオリンピック・リヨンへと移籍をしている。
2014年8月22日、ハノーファー96に加入した。リーグ29試合に出場するなどレギュラーとしてプレーしたが、家庭の事情により1シーズンでドイツを離れた。
2015年8月3日、EAギャンガンと2年契約を結び母国に復帰した。
2018年8月10日、FCジロンダン・ボルドーに移籍。リカルド・ゴメス・ライムンドやパウロ・ソウザ監督に重用され、後者の元では開幕戦出場を果たしている。

## 代表歴
フランス代表としては、U-16代表から各世代で選出され、UEFA U-17欧州選手権2002で準優勝、2005年から2006年までU-21代表としてUEFA U-21欧州選手権でベスト4進出など、22試合9ゴールの実績を残している。2007年にはフランスB代表チームにも選出され、2試合に出場した。2008年10月11日、南アフリカW杯予選の対ルーマニア戦で初キャップを記録している。南アフリカW杯に向けた予備登録メンバー30名に選出されるも、24名に絞った合宿メンバーからは漏れた。

## タイトル
リヨン
- クープ・ドゥ・フランス : 2011-12